# Gamelán

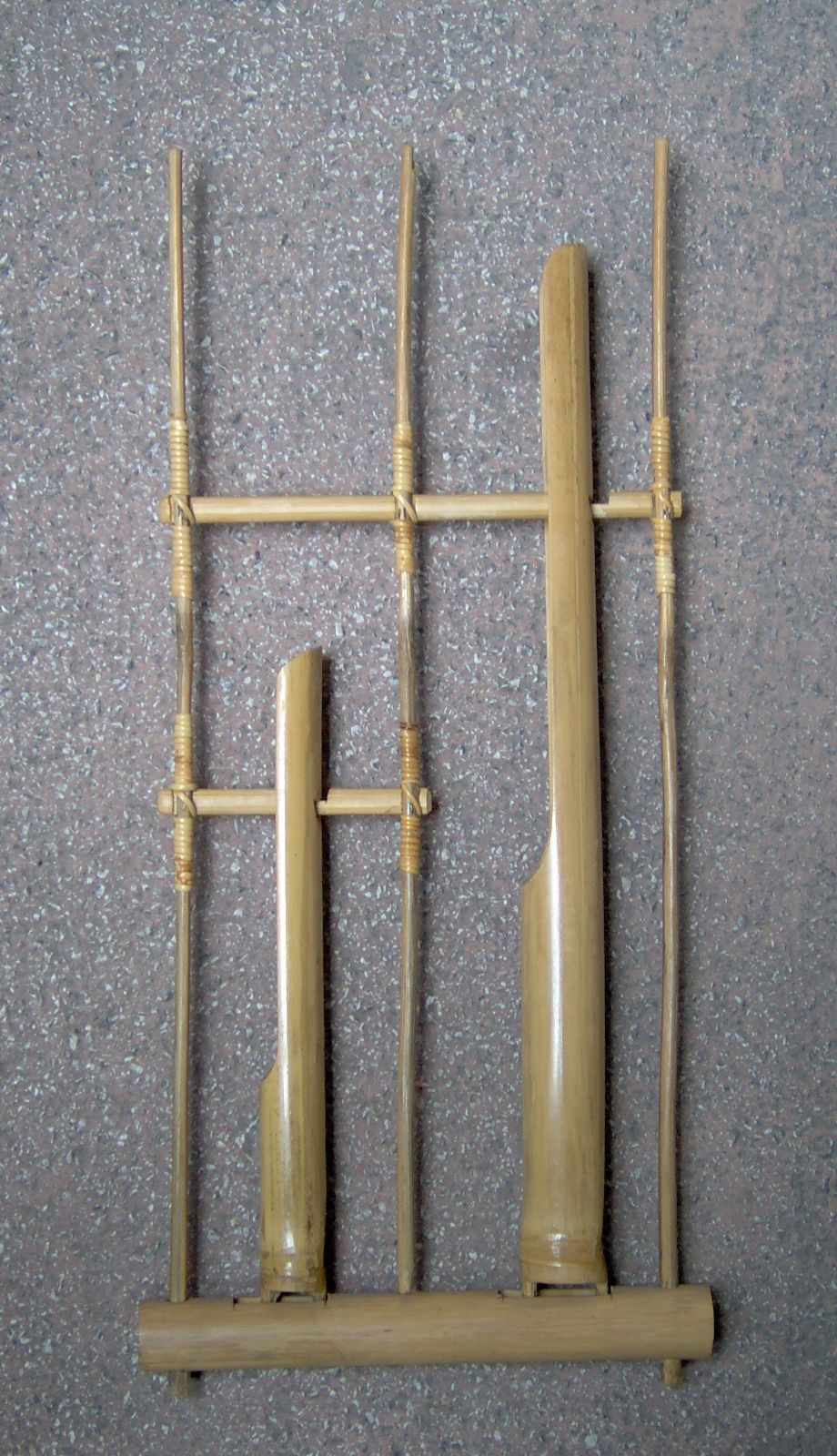
Angklung (indonéz bambuszból készült hangszer) Nyugat-Jáváról

A gamelán indonéziai, főleg jávai, szundanéz és balinéz népek által alkalmazott zenei együttes. Számos hangszer kap benne szerepet, úgymint xilofon, metallofon, dobok, gongok, bambuszfuvola és húros hangszerek; időnként énekhang is. A fogalom inkább takarja a hangszerek összességét, mint az azokon játszó zenészeket. A gamelánhoz tartozó hangszerek összessége elkülönült egységet alkot, egymáshoz tartozónak készítik és hangolják őket. A különböző gamelánokból származó hangszerek általában nem helyettesíthetők egymással. Maga a gamelán szó a jávai gamelből ered, melynek jelentése: kalapács, ütés, ütni. (Valódi kalapácsot természetesen nem alkalmaznak, az összetörné a kifinomult és kényes hangszereket.)

## Története
A gamelán, mint ősi művészeti forma, már a hindu-buddhista kultúra (mely döntően befolyásolta Indonézia történetének legkoraibb ismert szakaszát) megjelenése előtt létezett. A hangszerek a mai formáikat a Madzsapahit Birodalom fennállásának idején nyerték el. Ellentétben az egyéb művészeti ágakban tapasztalható erős indiai befolyással, a gamelán zene egyetlen indiai hatásnak tulajdonítható eleme a jávai énekstílusban lelhető fel.
A jávai mitológia szerint a gamelánt Sang Hyang Guru teremtette meg a Saga-korszak 167. évében (kb. Kr.u. 230). Ez az istenség egész Jáva felett uralkodott, és székhelye a Maendra-hegységben található Medangkamulan (ma Mount Lawu) palotájában volt. Szüksége volt valamilyen eszközre, melynek segítségével jelt adhat a többi istenségnek, hogy gyülekezzenek össze, s megalkotta a gongot. A bonyolultabb üzenetek elküldéséhez két másik gongot is alkotott, s ez volt az első, eredeti gamelán együttes.
A zenei együttes legelső ismert képi ábrázolása VIII. századi, s a közép-jávai Borobudur-templomból származik. Bambuszfuvola, csengők, különféle méretű dobok, lant és húros hangszerek ismerhetők fel az alkotáson, de a metallofon és a xilofon még hiányzott. Az azonban nem kétséges, hogy a dombormű a gamelán ősi formáját ábrázolja.
Jáva szigetének palotáiban jöttek létre az első gamelán együttesek, mint például a Muggang és a Kodokngorek, melyek a XII. század óta léteznek. Ezek az ún. „hangos stílus” alapjait teremtették meg. A kemanak hagyományból egy lágyabb, finomabb stílus fejlődött ki, mely a jávai költészettel (a költeményeket ének formájában adták elő) is összefügg. (A jávai költészet előadásmódja valószínűleg rokonítható a modern bedhaya táncéval.) A XVII. században a hangos és a finomabb stílus elemei összekeveredtek, és Bali, Jáva és Szunda mai, modern gamelán zenéje ebből a keveredésből alakult ki. Annak ellenére, hogy a stílusok látszatra nagyon is különbözőek, az alapfogalmak, a hangszerek és a technikák jelentősen átfednek.
1966-ban Zboray Ernő hagyatékából egy gamelán zenekar a 20. század elején gyűjtött számos hangszere került a Néprajzi Múzeum gyűjteményébe.

## A gamelán együttesek formái

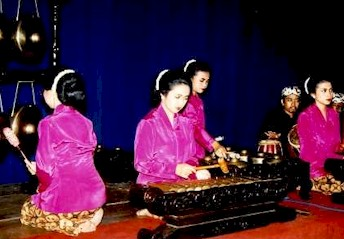
Szundanéz gamelán degung együttes, Nyugat-Jáva

A gamelán együtteseket a használt hangszerek, az esetlegesen megjelenő énekhang, a hangszerek hangolása, a repertoár, a stílus és a kulturális összefüggések alapján különíthetjük el. Nincs két egyforma gamelán együttes, és azoknak, amelyek rangos, köztiszteletben álló udvaroknál jöttek létre, saját stílusuk van. Az egymáshoz közel lévő gamelán együttesek stílusa hasonló lehet, melyből regionális stílus alakul ki.

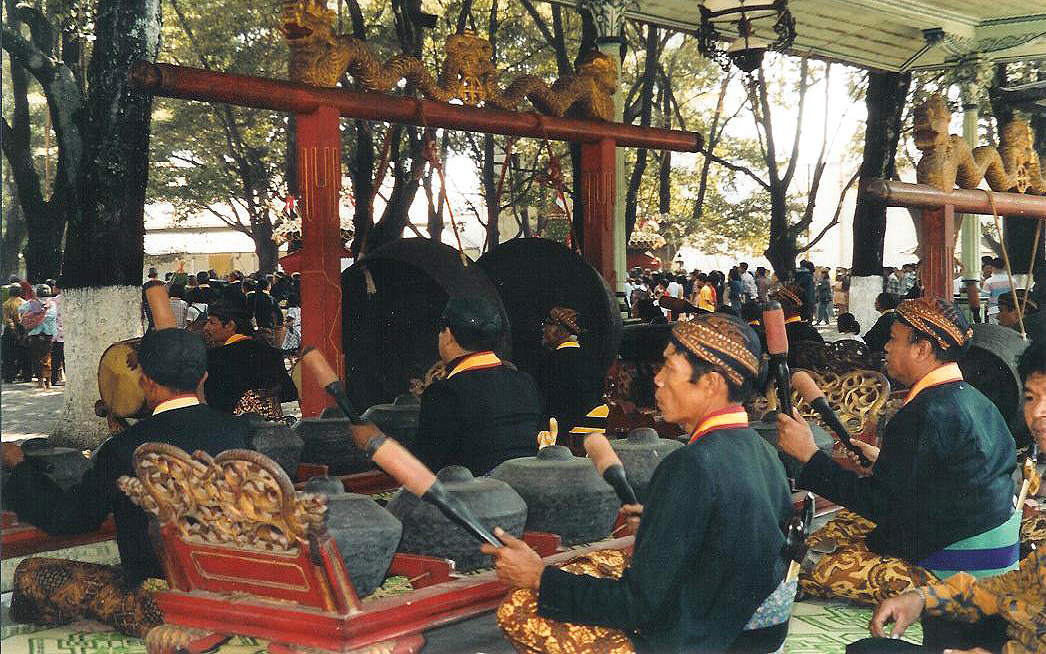
Gamelan Munggang, Kraton Surakarta

A különböző formák általában földrajzilag is elkülönülnek, és jellemző jegyeik attól függően alakulnak ki, hogy a balinéz, jávai vagy szundanéz lakosság milyen stílust kedvel. Szundanéz gamelán alatt gyakran a Gamelan Degungot értik, mely módosított gamelán hangszereket és a pelog skálát használja. A balinéz gamelán a Gamelan gong kebyar virtuozitását, gyorsan váltakozó tempóját és dinamikáját jelenti elsősorban. Népszerű balinéz stílus még a gamelán és a kecak együttese, mely „majomének” néven is ismeretes. (A kecak, más néven Ramayana Majomének az ősi, szanszkrit nyelven íródott epikus mű, a Ramayana egyik jelenetét adja elő, melyben Rama hercegnek a majomszerű Vanara segített legyőzni a gonosz Ravana királyt; a szereplők kockás mintájú ruhadarabot viselnek a mellkasuk köré tekerve, ritmikusan ismételgetik a "cak" szócskát, és a levegőbe emelik a karjukat.) A jávai gamelánra elsődlegesen a XIX. századi közép-jávai uralkodók udvarai gyakoroltak hatást. Minden udvarnak külön stílusa volt, melyek összességükben egy, a balinéznél lassúbb, meditatívabb stílust eredményeztek.
A népvándorlások és a kulturális érdeklődés elvitte a gamelánt a Bali és Jáva képezte központon kívülre is, s ebből nem egyszer új stílusok nőttek ki. A maláj gamelánok hasonlítanak a jávaiakhoz, bár a legkifinomultabb hangszerek hiányoznak belőle, és a szlendro skálát használják. Előfordul, hogy a nyugati zenéből átvett C vagy Aisz hang képezi a hangolás alapját. A Suriname-ban élő jávai bevándorlók gamelán zenéje igen hasonlít a közép-jávai falvakban fellelhető stílushoz. A gamelán a filippínó kulintang együttessel is kapcsolatba hozható. A gamelán számos változata létezik nyugaton is.

## Kulturális vonatkozások
Indonéziában a gamelán gyakran a táncos wayang bábelőadásokat, ill. különféle rituálékat, ceremóniákat kísér. A gamelán együttes zenészeitől nem idegen sem a tánc, sem a költészet, és a táncosok is tudnak játszani a hangszereken. A wayangban a bábosnak (a dalangnak) igen jól kell ismernie a gamelánt, mert ő irányítja magát a zenét is. A gamelánt előadhatják önmagában – "klenengan" stílusban – vagy rádióközvetítés számára, de a nyugati felfogásban "koncert"-hez hasonló rendezvények tartása nem jellemző.
A gamelán különféle rituálékban betöltött szerepe annyira alapvető, hogy egy jávai mondás szerint a szertartás "nem hivatalos, amíg a gong meg nem szólal". Az előadások némelyike a királyi méltósághoz kapcsolható, mint például Yogyakarta szultánjának látogatásai. Egyes gamelánok bizonyos rituálékhoz kötődnek, ilyen a Gamelan Sekaten is, mely a Mawlid an-Nabi (Mohamed próféta születésnapja) megünneplésekor kap szerepet. Bali szigetén a gamelán szinte minden vallásos rituálénak részét képezi. (Indonéziában a katolikus egyház szertartásain is jelen van a gamelán.) A szertartások kezdetéhez és végéhez külön darabok kapcsolódnak, így a közönség tudja, hogy ha például az Udan Mas szólal meg, az eseménynek hamarosan vége, és távozni kezdenek. Egyes daraboknak mágikus erőt is tulajdonítanak, mely képes távol tartani a gonosz lelkeket. 

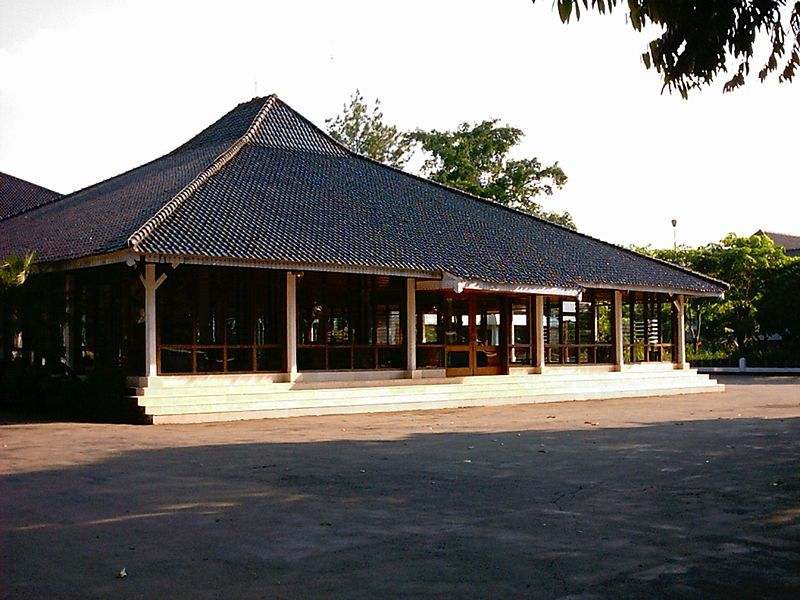
Pendopo

A gamelán Indonéziában gyakran hallható a rádióban is. A Pura Pakualaman gamelán például minden Minggu Pon (a jávai naptár harmincöt napos Weton-ciklusainak egy meghatározott napja) alkalmából élőben ad elő. Az indonéz állami rádió (Radio Republik Indonesia, RRI) a nagyobb városokban profi zenészeket és színészeket alkalmaz a gamelán zene és dráma számos variációinak közvetítésére.
A közép-jávai uralkodói udvarokban a gamelánt gyakran a pendopóban játsszák; ez egy kettős tetővel ellátott nyitott pavilon oldalfalak nélkül, kemény, márványból vagy cserépből készült padlózattal. A kettős tető és a kemény padló kiváló akusztikát biztosít.
Bali szigetén a gamelán hangszereket a balai banjarban helyezik el, mely tulajdonképpen közösségi találkozóhely. Úgy gondolják, a hangszerek együttesen képezik az egész közösség tulajdonát, és senki nem mondhat magáénak egyetlen hangszert sem. A helyiség a hangszerek tárolása mellett a próbák színhelyéül is szolgál, s nyitott falain át a közösség minden tagja hallhatja a zenét.
A sekahát (a gamelán zenekart) egy instruktor vezeti, akinek fő feladata az új dalok írása és megtanítása a zenekarral. A gyakorlás alatt a zenészek saját maguk is átértelmezik a dalokat, ill. improvizálnak hozzájuk, így a dalok írása végső soron az egész csoport közös munkája.
A balinéz gamelán együttesek zenéiket azáltal újítják meg, hogy régebbi darabok egyes részeit keverik össze az újabb variációikkal. Zenéjük folyamatosan és állandóan változik, mert hitük szerint a zenének növekednie és fejlődnie kell; ez alól kivételt csak a legszentebb dalaik képeznek, azokat nem változtatják meg. Egyetlen új darab írása akár hónapokig is eltarthat, míg elnyeri végleges formáját.
A nők és a férfiak általában külön csoportokban játszanak, a pesindhent kivéve: a női énekes férfi zenészekkel énekel együtt.
Nyugaton a gamelánt gyakran koncertként adják elő, de tánc és wayang (bábelőadás) is társulhat hozzá.

## Hangolás

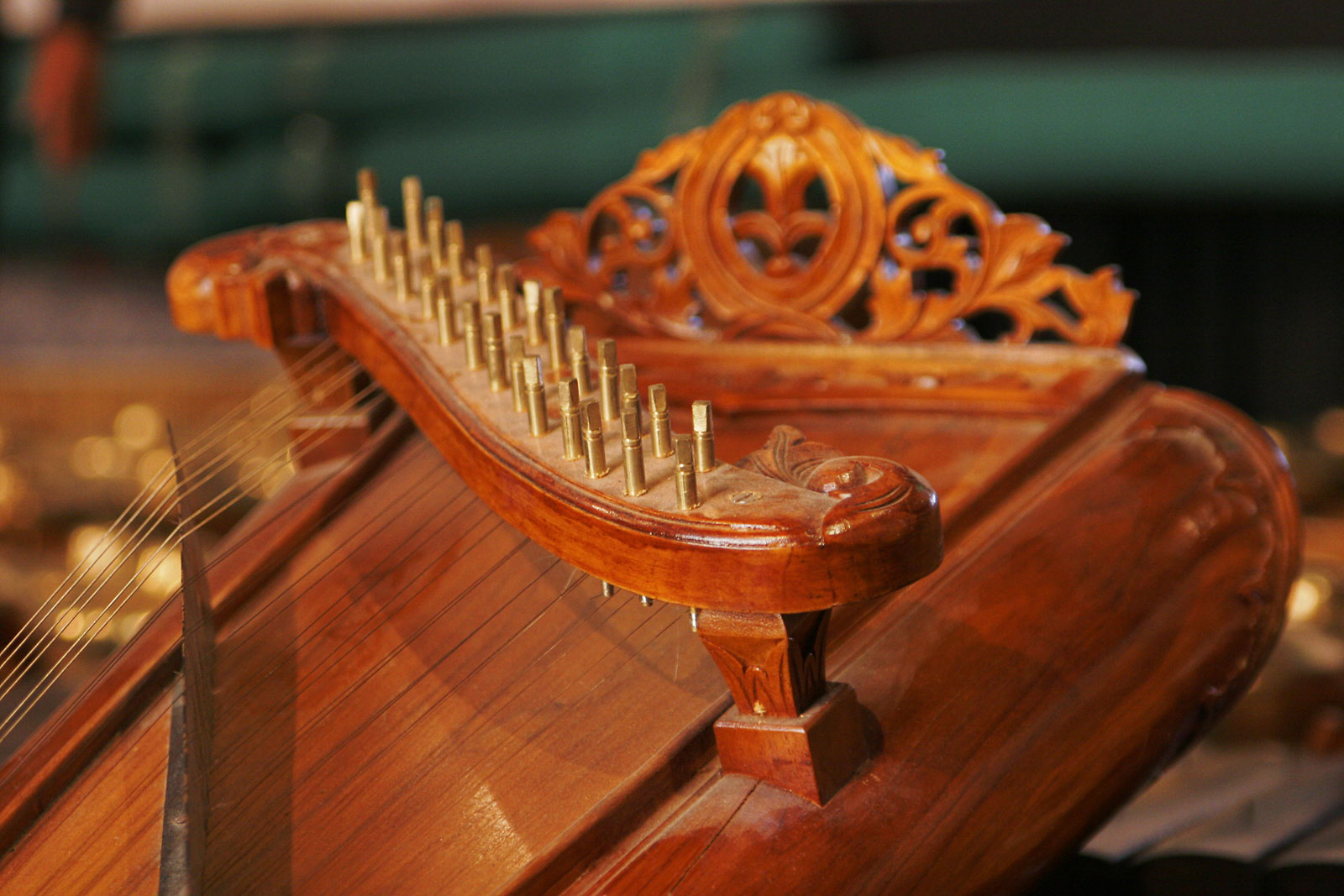
Siter (citera), pengetős hangszer

A hangszerek hangolása és a gamelán zenekar felépítése meglehetősen bonyolult. A jávai gamelánok két skálát használnak: a szlendrót és a pelogot. Ezeken kívül még létezik a denung (Szunda és Észak-Jáva) és a madenda (diatonis néven is ismert, hasonlít az európai természetes moll-skálához). A közép-jávai gamelánban a szlendro öt, egymástól kissé különböző távolságra lévő hanggal írja le az oktávot. A pelog ugyanerre hét hangot használ, melyek jelentősen eltérő távolságra vannak, de a hét hangból egyszerre csak ötöt használnak. Mindez a nyugati skáláktól merőben eltérő hangokat produkál. Számos gamelán zenekarban vannak mindkét módozat szerint hangolt hangszerek, de egy hangszer csak egy skála alapján szólaltatható meg. A finomhangolás együttesről együttesre változik, s mindegyiknek saját, egyedi hangzást ad. Egy gamelánon belül a skála hangjai közötti távolság csaknem egyforma a különböző hangszerekre nézve, de a hangközök nagysága minden gamelánban más és más.
A kanadai zenetörténész Colin McPhee megjegyezte: "Az egy skálán belüli eltérések olyan nagyok is lehetnek, hogy az ember akár azt gondolhatja, annyi különböző skála van, mint ahány gamelán." A gamelán tanárai közül azonban többen vitatják ezt a nézetet, és igen nagy erőfeszítéseket tettek már annak érdekében, hogy a különböző együtteseket "egybehangolják". A Manikasanti együttes ennek fényében képes több más együttes repertoárját is előadni.
A balinéz gamelán hangszereket általában párosan szólaltatják meg, és a hangolásuk kissé eltérő, hogy ezáltal interferencia, lebegés keletkezzen, ideális esetben állandó sebességgel minden regiszter minden hangpárján. Valószínűleg ez a jelenség vezet a gamelán zene élénk és vibráló hangzásához. A vallásos ceremóniák során az interferenciák a hallgatóságban az istenség jelenlétének érzetét kelteni hivatottak, illetve egy magasabb, meditatív állapotba lépéshez nyújtanak segítséget.

## A zene lejegyzése
A gamelán zene szájhagyomány útján terjedt egészen a XIX. századig; a nyugati zenében alkalmazott kottaíráshoz hasonlatos formája nem létezett. Az első lejegyzési kísérlet a holland Winter testvérekhez fűződik, akik az európai kottaírást próbálták alkalmazni (Sekar kawi, 1874). Ez után jávai muzsikusok Yogyakartában és Surakartában kifejlesztettek többféle notációt, melyek segítségével a repertoárt írásban is meg lehetett őrizni. Ennek ellenére a zenészek továbbra is fejből játszották, nem a "kottából" olvasták a zenét.

A surakartai nut rantai lejegyzésmódot vízszintesen kellett olvasni, akárcsak a nyugati zenét, de ütemvonalak nem voltak, az öt vonalon elhelyezett hangjegyeket láncszerű vonalak fűzték össze, a hangok időtartamát és egyebeket cirkalmas jelekkel tüntették fel a hangjegyek között.

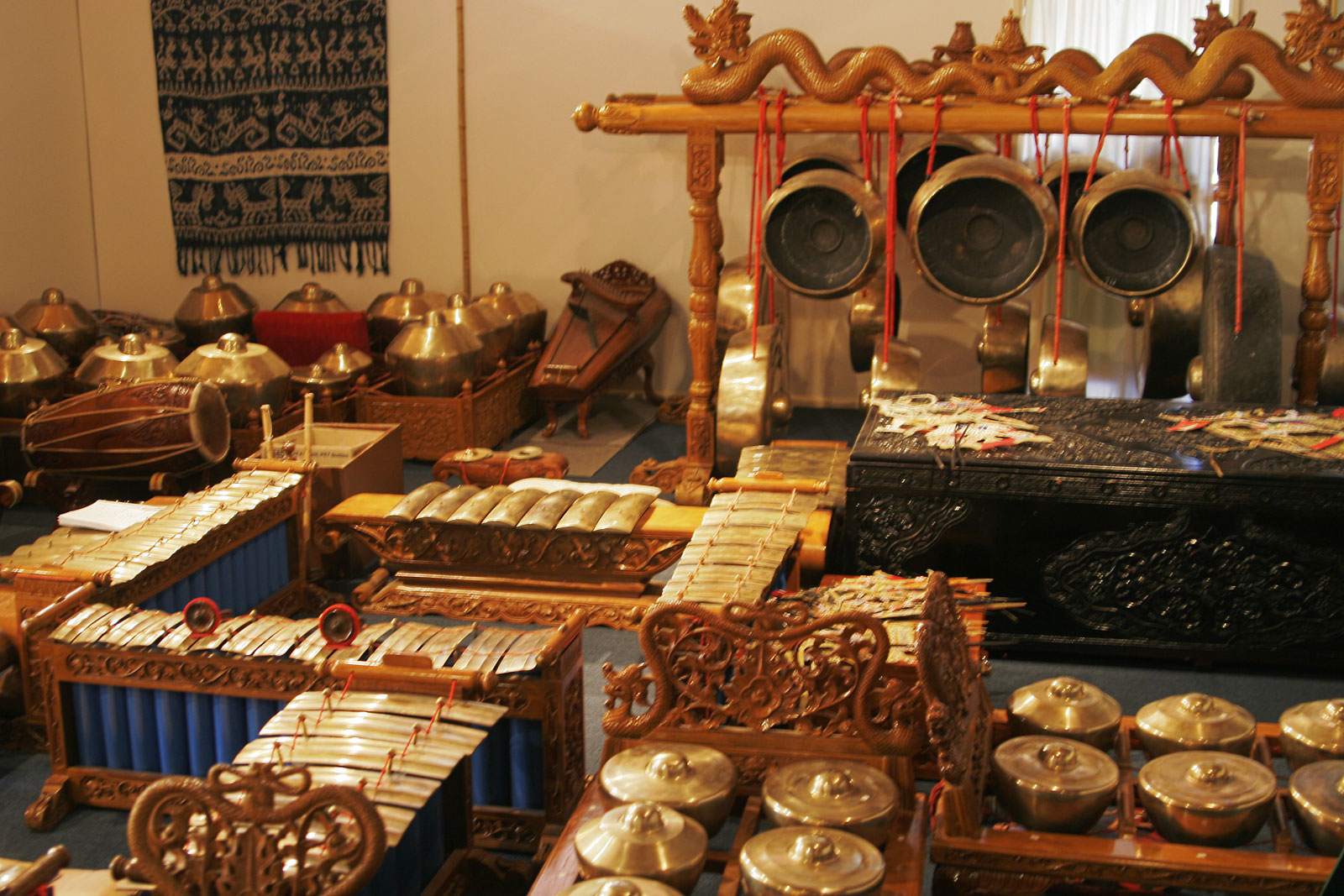
Közép-jávai gamelán hangszeregyüttes

A yogyakartai andha lejegyzési forma a spanyol lanttabulatúrához volt hasonlatos: öt vagy hét függőleges vonalat alkalmazott, ezekre írták a balungan (az alapdallam) hangjegyeit; a vízszintes vonalakon a leütések számát tüntették fel. Felülről lefelé haladva olvasták. A negyedik függőleges sor minden negyedik vízszintes sorral alkotott metszetét besatírozták; egy-egy ilyen egységet neveztek gatrának, mely nagyjából megfeleltethető a nyugati zene egy-egy ütemének. A doboknak szóló "üzeneteket" a jobb oldalra jegyezték. A bal oldalra írt szimbólumok a gongok (ketuk, kempyang, kempul, kenong, gong suwukan, gong ageng) ún. kolotomikus elrendezését magyarázták. (A gongok tagoló, strukturális hangszerként funkcionálnak a gamelán zenében; a kisebb méretű gongokat rövidebb, a nagyobbakat hosszabb időközönként ütik meg. A legnagyobb gong, a Gong Ageng megszólaltatása reprezentálja a legnagyobb időciklust, és általában azt jelenti, hogy az elhangzott részt megismétlik, vagy pedig új rész kezdődik. A gongok e szerkezeti elrendezése határozza meg a játszott zene formáját, jávaiul bentukot.)
A fenti lejegyzési módokkal ma már ritkán találkozunk; a Surakartából származó kepatihan lejegyzésmód az elterjedt, melyet Jayasudirja alkalmazott elsőként 1893-ban. A hangok magasságát számokkal jelzik, a hangok időtartamát pontok és vonalak mutatják. A kepatihan lejegyzésmód is csak a balungant tünteti fel; a megszólaló zene jó részét a zenészek fejben megjegyzett, az egyes hangszerek játékmódjának megfelelő mintázatok alapján játsszák. A gamelán zenét oktatók azonban kifejlesztettek már bizonyos lejegyzésmódokat a csengkok számára is; a csengkok azokat a zenei mintázatokat jelenti, melyet az ún. paneruzán (díszítő) hangszerek (gender, rebab, suling, gambang, siter, bonang) játszanak – tulajdonképpen variációk az alapdallamra, a balunganra. Népzenetörténeti munkákban a gamelán zenét gyakran jegyzik le nyugati módon, időnként szokatlan kulcsokat alkalmazva.

## Hatása a nyugati zenére
Sok nyugati klasszikus zeneszerző értékelte nagyra a gamelánt, a legismertebben Claude Debussy, aki 1889-ben a párizsi világkiállításon hallott egy jávai gamelán együttest – egészen pontosan közép-jávai zenészek által előadott, szlendro skálán hangolt zenét. Lelkesedése ellenére azonban a saját zenéjében sehol sem találunk közvetlen utalást a gamelán skálára, dallamokra, ritmusokra, de ebben az időszakban, és később is, megjelent a zenéjében az egészhang-skála, illetve egy jávai gamelánszerű heterofon textúrát ismerhetünk fel az 1903-ban szóló zongorára írt Estampes című művének Pagodes (Pagodák) című részében – a nagy gong megszólalásait egy prominens tiszta kvint jelképezi.
Bartók Béla, Benjamin Britten, Lou Harrison, Francis Poulenc, Colin McPhee, John Cage, Olivier Messiaen vagy Bronislaw Kaper zenéjében bőven találunk a gamelán előtt tisztelgő darabokat, s kortárs amerikai (Henry Brant, Steve Reich, Philip Glass, Dennis Murphy, Loren Nerell, Michael Tenzer, Evan Ziporyn, Daniel James Wolf, Jody Diamond) vagy ausztrál (Peter Sculthorpe, Andrew Schultz, Ross Edwards) szerzők műveiben is olykor megtalálhatók a gamelán hangszerek, olykor egész gamelán együttesek. Az indonéziai zeneszerző, I Nyoman Windha egyszerre alkalmazza a nyugati és a gamelán hangszereket. Ligeti György Galamb borong című zongoraetűdjén is felfedezhetjük a gamelán hatását. Az amerikai gitáros, John Fahey számos, a késői hatvanas években írt hangkollázsához használt fel gamelán elemeket, ugyanígy 1997-ben is az Epiphany of Glenn Jones című műhöz, mely a Cul de Sac nevű rockzenekar közreműködésével készült.
Nagy Ákos, a szerző szavait idézve, szakrális pszeudo-gamelan és pszeudo-khmer zenét használ fel gyakorta akusztikus és elektroakusztikus műveiben. Chiaroscuro című ütőhangszeres kvintettre/sextettre írt műve (amely egyébként előadható preparált zongorán is) a vajang-bábok kal előadott jávai mitológiai témájú hindu eposzok egyes jeleneteit dramatizáló wayang gedog-ra utal. Izoritmikus szerkesztést, hoquetusokat alkalmaz, amelyek így megzavarják állandóan a zene vonulását.
Az 1988-as Akira című, Katsuhiro Otomo rendezte anime-ban is jelen van a gamelán – az amerikai közönség jórészt innen ismerhette meg e távol-keleti zene hangzásvilágát. A filmben a gamelán hangszereket a japán Geinoh Yamashirogumi nevű együttes tagjai szólaltatták meg. A gamelán felbukkan Alexandre Desplat Leány gyöngy fülbevalóval és Az arany iránytű című filmekhez írt zenéjében is.

## Fordítás
- Ez a szócikk részben vagy egészben a Gamelan című angol Wikipédia-szócikk ezen változatának fordításán alapul.  Az eredeti cikk szerkesztőit annak laptörténete sorolja fel. Ez a jelzés csupán a megfogalmazás eredetét és a szerzői jogokat jelzi, nem szolgál a cikkben szereplő információk forrásmegjelöléseként.

## Külső hivatkozások
- A gamelánról röviden
- Balinéz és jávai gamelán Archiválva 2007. március 9-i dátummal a Wayback Machine-benangol nyelven